# Пекло (ракета-дрон)
Пекло — ракета-дрон (или реактивный беспилотник) украинского производства.
Ракета была представлена на Украинский День Вооруженных сил в 2024 году. Это первая серия украинских ракет-дронов, которые запустили в серийное производство, и одна из трех, представленных в 2024 году (наряду «Паляницей» и «Рутой»).
Утверждается, что он развивает скорость 700 км/ч и преодолевает расстояние до 700 км.
Предположительно, запуск ракеты-дрона производится с фронтовых бомбардировщиков или истребителей.
«Пекло» имеет сходство с высокоточными планирующими авиабомбами типа французской Armement Air-Sol Modulaire (AASM), на которых также установлен ракетный ускоритель и система навигации, а также с беспилотником «Паляница».
Украина не раскрывает, какая боевая часть устатавливается в этих ракето-дронах, и имеет как минимум два способа наведения - инерциальную систему и GPS.
Разработчик утверждает, что ракета на 70 % состоит из украинских компонентов.